# Bruce Cowling
Pour les articles homonymes, voir Cowling.
Bruce Cowling, né à Coweta (Oklahoma) le 30 octobre 1919, et mort à Los Angeles en Californie le 22 août 1986, est un acteur américain.

## Filmographie partielle
- 1946 : La Pluie qui chante (Till the Clouds Roll By) de Richard Whorf : Steve Baker (non crédité)
- 1949 : Un homme change son destin (The Stratton Story), de Sam Wood : Ted Lyons
- 1949 : Bastogne (Battleground) de William A. Wellman : Wolowicz
- 1949 : Embuscade (Ambush) de Sam Wood : Tom Conovan
- 1950 : La Dame sans passeport (A Lady Without Passport)  de Joseph H. Lewis : Archer Delby James
- 1950 : La Porte du diable (Devil's Doorway) d'Anthony Mann : Lieutenant Grimes
- 1951 : Jour de terreur (Cause for Alarm!) de Tay Garnett : Lieutenant Ranney Grahame
- 1952 : Au mépris des lois (The Battle of Apache Pass), de George Sherman : Neil Baylor
- 1955 : L'Enfer des hommes (To Hell and Back) de Jesse Hibbs : Capitaine Marks